# Cortodera ferrea
Cortodera ferrea là một loài bọ cánh cứng trong họ Cerambycidae.